# Kiyap Jaya
Kiyap Jaya is een bestuurslaag in het regentschap Pelalawan van de provincie Riau, Indonesië. Kiyap Jaya telt 5170 inwoners (volkstelling 2010).